# The Same Moon
The Same Moon è un singolo del cantante britannico Phil Collins, pubblicato nel 1997 ed estratto dall'album  Dance into the Light. Il singolo è stato distribuito esclusivamente per il mercato tedesco. La canzone è stata cantata anche dal vivo in duetto con Laura Pausini.

## Tracce
1. The Same Moon – 4:10
2. Always (Live At Montreux Jazz Festival) – 4:53
3. I Don't Want To Go (Hat Dance Mix) – 2:51

## Formazione
- Phil Collins – voce, batteria, tastiera, chitarra
- Daryl Stuermer – chitarra ritmica
- Ronnie Caryl – chitarra ritmica
- Nathan East – basso
- Brad Cole – organo
- Amy Keys, Arnold McCuller – cori